# КОНКАКАФ
Конфедерація футболу країн Північної і Центральної Америки і зони Карибського моря (скорочено КОНКАКАФ) (англ. CONCACAF, COnfederation of North, Central American and Caribbean Association Football) – футбольна конфедерація, яка об’єднує футбольні союзи країн Північної Америки, Центральної Америки та зони Карибського моря. Організація здійснює управління та контроль за футбольними структурами країн регіону. Окрім країн вказаних регіонів, до організації входять три країни з Південної Америки: Гаяна, Суринам, Гвіана.
Організація заснована 18 грудня 1961 року в місті Мехіко і є однією з шести континентальних організацій ФІФА, які мають право проводити турніри для національних збірних та проводити матчі відбору на Чемпіонат світу. В останні роки в КОНКАКАФ домінують збірні команди  Мексики та США.

## Список членів
| - Американські Віргінські Острови - Ангілья - Антигуа і Барбуда - Аруба - Багамські Острови - Барбадос - Беліз - Бермудські Острови - Бонайре - Британські Віргінські Острови - Гаїті - Гаяна - Гваделупа - Гватемала - Гондурас - Гренада - Домініка - Домініканська Республіка - Кайманові Острови - Канада - Коста-Рика | - Куба - Кюрасао - Мартиніка - Мексика - Монтсеррат - Нікарагуа - Панама - Пуерто-Рико - Сальвадор - Сент-Вінсент і Гренадини - Сент-Кіттс і Невіс - Сент-Люсія - Сен-Мартен - Сінт-Мартен - Суринам - США - Острови Теркс і Кайкос - Тринідад і Тобаго - Французька Гвіана - Ямайка |

## Участь у чемпіонатах світу
Наразі лише 10 збірних країн, що зараз представляють КОНКАКАФ, мають досвід участі у фінальних частинах чемпіонатів світу. Найвище досягнення команд конфедерації — бронзові нагороди найпершого чемпіонату світу 1930 року, завойовані збірною США, яка дійшла до півфіналу. Того розіграшу матч за третє місце не проводився й американці визнаються ФІФА як володарі бронзових медалей з огляду на кращі турнірні показники порівняно з іншою командою, що також зупинилася на стадії півфіналу, — збірною Югославії.
Країни регіону тричі ставали місцем проведення фінальних турнірів чемпіонатів світу — двічі ці змагання приймала Мексика (у 1970 та 1986 роках) і одного разу — США (у 1994).
Починаючи з чемпіонату світу 1998 року, до фінальної частини змагання потрапляють три представники КОНКАКАФ, а ще одна збірна регіону може вибороти право участі в турнірі в стикових матчах з представником однієї з інших регіональних конфедерацій (за жеребом або рішенням ФІФА).
| Team              | 1930   | 1934 | 1938 | 1950 | 1954 | 1958 | 1962 | 1966 | 1970 | 1974 | 1978 | 1982 | 1986 | 1990 | 1994 | 1998 | 2002 | 2006 | 2010 | 2014 | 2018 | Усього |
| ----------------- | ------ | ---- | ---- | ---- | ---- | ---- | ---- | ---- | ---- | ---- | ---- | ---- | ---- | ---- | ---- | ---- | ---- | ---- | ---- | ---- | ---- | ------ |
| Мексика           | У      |      |      | У    | У    | У    | У    | У    | 1/4  |      | У    |      | 1/4  |      | 1/8  | 1/8  | 1/8  | 1/8  | 1/8  | 1/8  | 1/8  | 16     |
| США               | Бронза | 1/8  |      | У    |      |      |      |      |      |      |      |      |      | У    | 1/8  | У    | 1/4  | У    | 1/8  | 1/8  |      | 10     |
| Коста-Рика        |        |      |      |      |      |      |      |      |      |      |      |      |      | 1/8  |      |      | У    | У    |      | 1/4  | У    | 5      |
| Гондурас          |        |      |      |      |      |      |      |      |      |      |      | У    |      |      |      |      |      |      | У    | У    |      | 3      |
| Сальвадор         |        |      |      |      |      |      |      |      | У    |      |      | У    |      |      |      |      |      |      |      |      |      | 2      |
| Куба              |        |      | 1/4  |      |      |      |      |      |      |      |      |      |      |      |      |      |      |      |      |      |      | 1      |
| Гаїті             |        |      |      |      |      |      |      |      |      | У    |      |      |      |      |      |      |      |      |      |      |      | 1      |
| Канада            |        |      |      |      |      |      |      |      |      |      |      |      | У    |      |      |      |      |      |      |      |      | 1      |
| Ямайка            |        |      |      |      |      |      |      |      |      |      |      |      |      |      |      | У    |      |      |      |      |      | 1      |
| Тринідад і Тобаго |        |      |      |      |      |      |      |      |      |      |      |      |      |      |      |      |      | У    |      |      |      | 1      |
| Панама            |        |      |      |      |      |      |      |      |      |      |      |      |      |      |      |      |      |      |      |      | У    | 1      |
| Усього            | 2      | 1    | 1    | 2    | 1    | 1    | 1    | 1    | 2    | 1    | 1    | 2    | 2    | 2    | 2    | 3    | 3    | 4    | 3    | 4    | 3    | 42     |

Легенда
- – Золото
- – Срібло
- – Бронза
- 4-те – четверте місце
- 1/4 – чвертьфіналіст
- 1/8 – учасник 2-го етапу фінального турніру (з 1986: учасник 1/8 фіналу; протягом 1974–1978 — учасник другого групового етапу з 8 команд; 1982: учасник другого групового етапу з 12 команд)
- У – учасник фінального турніру
- — Країна-господар фінального турніру

## Турніри КОНКАКАФ
- Золотий кубок КОНКАКАФ
- Золотий кубок КОНКАКАФ (жінки)
- Карибський кубок з футболу‎
- Кубок центральноамериканських націй‎
- Молодіжний чемпіонат КОНКАКАФ з футболу
- Юнацький чемпіонат КОНКАКАФ з футболу (U-17)
- Ліга чемпіонів КОНКАКАФ